# Японська мова
Япо́нська мо́ва (яп. 日本語, にほんご, にっぽんご, ніхон-ґо, ніппон-ґоⓘ) — мова, якою розмовляють японці, мешканці Японського архіпелагу, а також японці в еміграції. Належить до японо-рюкюської групи мов. Є рідною мовою практично всіх жителів Японії, за винятком натуралізованих іноземців. Юридично не має статусу офіційної мови, але фактично є такою. В системі японської освіти вивчається як «державна мова».
Кількість носіїв мови за різними оцінками становить 127—130 мільйонів осіб, японська посідає 9 місце за кількістю мовців.
Перші документальні свідчення, які підтверджують існування японської мови, датують VIII століттям.
Японська мова графічно виражається трьома складовими елементами — двома силабічними абетками, хіраґана і катакана, а також ієрогліфами кандзі. Крім цього інколи використовується латинська абетка ромадзі для передачі японських фонем.
Словник японської мови нараховує більше мільйона слів. Мова зазнала сильного впливу китайської мови. Після Другої світової війни відбувається активне запозичення англійських слів.

## Особливості
Фонеми в японській мові, за винятком подвоєння приголосних (っ) та фонеми «н» (ん), мають відкриті склади, що закінчуються на голосні, а також мають мори в літературній мові та діалектах. Наголос в японській мові є тоновим.
Для автентичних японських слів, позбавлених іноземних нашарувань, характерні такі риси:
1. Слова не починаються зі звуку «р», тобто складів стовпчика «ра» (ら行)[ком. 5].
2. Слова не починаються із дзвінких приголосних[ком. 6].
3. Голосні звуки в корені слова не збігаються один з одним[ком. 7][ком. 8].

Речення будується за схемою «підмет • означення • присудок». Означення передує означуваному слову. Під час відмінювання іменників замість зміни порядку слів у реченні або закінчень іменника, використовується функціональне слово, частка-афікс, яка виконує граматичну функцію і додається до закінчення іменника. Відповідно, в лінгвістичній типології за особливостями будови речення японську мову відносять до мов типу SOV, а за особливостями морфології до аглютинативних мов. Словниковий запас японської мови, окрім автентичних японських слів, містить багато запозичень з письмової китайської мови, а також слів з європейських мов.
В японській мові існують граматично і лексично багаті категорії ввічливості, систематизовані у так званій «шанобливій мові». Гоноративні й адресивні словоформи мають різні відтінки, покликані забезпечити належний рівень розмови осіб різного соціального статусу.
Діалекти японської мови поділяються на західнояпонські, східнояпонські та кюшюйські. Вони мають детальнішу класифікацію за регіонами на субдіалекти та наріччя. Також виокремлюють окінавський діалект та діалект острова Амамі, що утворилися під впливом місцевих рюкюйських мов. Стандартною або літературною японською мовою вважається діалект середніх і вищих класів Токіо 2-ї половини XIX століття, так звана «мова Яманоте».
Особливостями, які вирізняють японську мову від інших, є насамперед японська писемність. В ній використовуються чотири системи — китайські ієрогліфи, силабічні абетки хіраґана і катакана, та латинка ромадзі. Ієрогліфи мають подвійне використання — як логограми і як фонограми[уточнити]. Другою особливістю є велика кількість займенників для позначення особи, а також розвинені гоноратив і адресив.
Іншими особливостями є сталість фонем, що мають форму «приголосний + голосний», 5 голосних звуків, протистояння прямих і палаталізованих звуків, наявність 2 мор в 1 складі, одзвінчування голосних, зміна тонового наголосу в складених словах тощо.

## Поширення

Країни, де вживається японська мова.

Японська мова використовується в основному в Японії. Точних підрахунків кількості носіїв цієї мови не проводилося ані на Японських островах, ані закордоном, тому, зазвичай, ця кількість ототожнюється з чисельністю населення Японії, також японською послуговуються в Кореї, США та Бразилії, в першу чергу через значні японські спільноти.
В Японії немає прямого закону, який би визначав статус японської мови як офіційної або державної мови, проте в японському законодавстві є поодинокі непрямі згадки, які свідчать що де-факто такий статус вона має. Зокрема, в статті 47 Закону про суди від 1947 року зазначено, що в японських судах повинна використовуватися японська мова, а в статтях 3 і 9 Закону про сприяння культурі писемності та друку від 2005 року терміни «японська мова» і «державна мова» виступають синонімами. Крім цього інші закони Японії базуються на тій аксіомі, що саме японська, а не будь-яка інша мова, є офіційною і державною мовою в країні. Усі офіційні тексти записуються японською, а в японських школах години вивчення японської мови називаються уроками «державної мови».
За межами Японії японська мова використовується в Америці — Канаді, США (особливо на Гаваях), Мексиці, Бразилії, Перу, Болівії, Домініканській республіці, Аргентині, Чилі, Парагваї. Уругваї, Венесуелі, Колумбії, Еквадорі та на Кубі, а також в Австралії і у Великій Британії, де проживає японська діаспора. Нею розмовляють переважно літні мешканці. Третє і четверте покоління нащадків японських мігрантів практично не володіє мовою пращурів. Також японську мову знають і пам'ятають в країнах та регіонах, які були під контролем Японської імперії до Другої світової війни — на Тайвані, Кореї, Маньчжурії, Сингапурі, Філіппінах, прибережних регіонах Китаю, Сахаліні та тихоокеанських територіях, що раніше були під японською владою: Північних Маріанських островах, Палау, Маршаллових островах і Мікронезійській федерації. Зокрема, на Тайвані представники різних аборигенних не-китайських племен досі використовують японську мову в розмовах у приватних бесідах, а в штаті Ангаур держави Палау вона визнана офіційною мовою, хоча й не має достатньої кількості мовців.
Чимало людей вивчає японську мову за кордоном. В Азійсько-тихоокеанському регіоні їх нараховується до 2,35 млн — 900 тисяч у Південній Кореї, 400 тисяч у КНР і 400 тисяч в Австралії. Загалом, японську студіюють на всіх континентах, в 120 країнах світу. В самій Японії кількість осіб, які вивчають місцеву мову, становить 130 тисяч, серед яких 100 тисяч — вихідці з Азії.
1. Японія
2. Австралія
3. Аргентина
4. Болівія
5. Бразилія
6. Велика Британія
7. Венесуела
8. Домініканська Республіка
9. Еквадор
10. КНР
11. Колумбія
12. Куба
13. Маршаллові Острови
14. Сінгапур
15. Палау
16. Північні Маріанські Острови
17. Північна Корея
18. Південна Корея
19. Парагвай
20. Перу
21. Тайвань
22. Росія
23. Уругвай
24. Федеративні Штати Мікронезії
25. Філіппіни
26. Чилі

## Класифікація
Проблема класифікації японської мови залишається невирішеною у світовій лінгвістиці. Існує декілька теорій щодо походження цієї мови та її класифікації. Через відсутність узгодженості серед науковців японську мову відносять до ізольованих мов.
Теорія, згідно з якою японська мова належить до алтайських мов, була популярною на початку XX століття. Її основними доказами були наявність в алтайських та старояпонській мовах плавного приголосного, при якому слова не починаються з «р», та наявність сингармонізму. Однак ступінь спорідненості з конкретними мовами алтайської групи не визначено й по сьогодні.
Науковці, які класифікують японську мову як одну з австронезійських мов, вказують на її фонетичну й лексичну подібність з цими мовами. Проте через велику кількість припущень та недостатню кількість прикладів, австронезійська теорія не в змозі довести зв'язок цієї групи мов з японською.
У 1980-х роках на підставі схожості лексики й граматики японської і тамільської мови висловлювалась гіпотеза, що японська є однією з мов дравідійської мовної сім'ї. Проте методи побудови цієї гіпотези були розкритиковані лінгвістами.
Японська мова пов'язана з китайською мовою, від якої вона перейняла систему письма та багато неологізмів. Проте базова японська лексика, граматика й фонетика сильно відрізняються від китайських аналогів, тому японську мову не зараховують до сино-тибетської мовної сім'ї.
Айнська мова подібна до японської за синтаксисом, але відрізняється граматично, морфологічно і фонетично. Це полісинтетична мова, фонетична структура якої не знає поділу на дзвінкі та глухі звуки, а також має багато закритих складів. Науковці відзначають схожість базової лексики айнської і японської мов, але прикладів цієї схожості, так само як і джерел для підтвердження спорідненості обох мов, не вистачає. Крім цього, подібність айнських слів до японських зумовлена численними мовними запозиченнями з боку айнів.
Корейська мова є найбільш близькою до японської мови з точку зору граматики, але дуже відрізняється лексикою. Для корейської фонетики притаманні наявність плавного приголосного та сингармонізм в автентичних корейських словах, що є спільною рисою японської та ряду алтайських мов, але, водночас, у ній багато закритих складів і подвоєння приголосних, що є чужими японській мові. Деякі дослідники вказують на лексичну подібність старояпонської і коґурьоської мови, мертвої мови вершників півночі Корейського півострова, проте остання гіпотеза досліджена погано, тому висновки про зв'язок обох мов є передчасними.
У 2-й половині XX століття існували гіпотези спільного походження японської мови з мовою лепча та івритом, але вони були відкинуті сучасними лінгвістами як псевдонаукові.
Єдиною мовою, що споріднена з японською граматично, синтаксично, морфологічно є рюкюська мова, яка поширена на островах Рюкю, на півдні Японського архіпелагу. Обидві мови об'єднують у так звану японсько-рюкюську мовну групу. Залежно від політичних чи наукових уподобань дослідників рюкюську класифікують як окрему мову, споріднену з японською, або як південний діалект японської мови.

## Історія
Як і систематика, історія японської мови — вкрай спірне питання. Прихильники найпоширенішої версії щодо алтайського (пуйоського) походження японської мови відносять її формування до періоду після завоювання Японських островів алтайцями (пуйоські племена) — вихідцями з азійського континенту, мова яких зазнала впливу автохтонів-австроазійців (найближче споріднених до аборигенів Тайваню). З точки зору археології цьому моменту, можливо, відповідає поява культури Яйої (III століття до н. е.), яка поступово витіснила стародавню автохтонну культуру Дзьомон. Важко вказати точну дату зародження японської нації, позаяк до запровадження китайських ієрогліфів у японців не було писемності і майже не збереглося жодних свідчень історичного розвитку. Сліди японської народності простежуються з III століття н. е., коли більшість племен Японії підкорилася кланові Ямато, хоча деякі китайські джерела містять більш ранні згадки японців.
Приблизно в VI ст. н. е. (але, можливо, і раніше) відбувається активне впровадження китайської культури в результаті дипломатичних відносин японських правителів Ямато, Китаю та давньокорейської держави Пекче, що був важливим центром експорту континентальної (китайської) культури в Японію. Разом з приходом державного устрою, ремесел, культури і мистецтва, буддизму, в Японії з'являється писемність. «Кодзікі» та «Ніхон Сьокі» — перші великі японські літературні твори. У цей період в японській мові з'явилися численні китайські слова, і донині 40 % словникового запасу становлять китайські запозичення.
Впровадження китайської писемності створило, однак, деякі проблеми, пов'язані з різницею в наголосі, використанням тонів, морфології і синтаксисі двох мов. З VII ст. китайські ієрогліфи використовуються з урахуванням формату японської мови, японської морфології та синтаксису. Спочатку існувала Манйоґана — відібрані китайські ієрогліфи, які виконують функцію складової азбуки. При спробах створити японську абетку (аналог алфавіту європейських країн) було створено катакану та хіраґану — японські складові абетки. Буддійський монах на основі китайських ієрогліфів розробляє прототип сучасної катакани, а в VIII ст. дама з кіотського дворянського роду Хейан створює другу складову азбуку — хіраґану, для запису поем, новел і щоденників. Про те, ким конкретно були розроблені ці дві абетки, збереглося мало достовірних даних, деякі історики приписують винахід кани Кукаю. Обидві складові абетки, у видозміненому вигляді, існують в сучасній японській мові. До моменту написання епосу «Хейке моноґатарі» в XII столітті на основі катакани, хірагани і ієрогліфів формується японська писемність.
Усна японська мова ділиться на такі періоди: стародавній (до VIII ст. н. е. включно), пізній древній, або класична японська мова (IX — XI ст.), середній (XIII — XVI ст.) і сучасний (з XVII століття до наших днів). Послідовні зміни стосуються переважно фонетики: з восьми початкових голосних у сучасній японській мові залишилося тільки п'ять, перетворення торкнулися також морфології і лексики. Синтаксичні особливості мови майже не зазнали змін.
З давнини в Японії існувала велика кількість діалектів. В VI ст. головним діалектом був Хейан-Кьо (Кіото). В XII столітті основним діалектом став діалект Камакури (поблизу сучасного Токіо). З того часу токійський діалект — основний діалект японської мови.
Аж до XX століття провідною літературною формою японської мови, якщо не вважати камбуна, що вийшла з ужитку в середині XIX століття («китайське письмо»; японський «ізвод» класичного китайського веньянь з китайським порядком слів і значками, що дозволяють читати текст японською), була бунго («письмова мова»), що орієнтувалась на граматичні норми класичної японської мови епохи Хейан, але увібрала багато фонетичних та лексичних зміни наступних століть.
В епоху Сенґоку в XVI столітті португальці та інші європейці приїжджають до Японії, приносять технології, релігію, в японській мові з'являються португальські запозичення. Трохи пізніше великий політичний діяч Тойотомі Хідейосі привіз з Кореї друкарський прес із рухомими літерами. У період Токугава розвивається книгодрукування, зростає грамотність населення, поступово вирівнюються відмінності між діалектами. З приходом до влади Токугави Іеясу в 1603 році, Японія стає закритою країною, влада забороняє християнство і контакт з іноземцями (виняток становили лише голландські купці в Наґасакі).

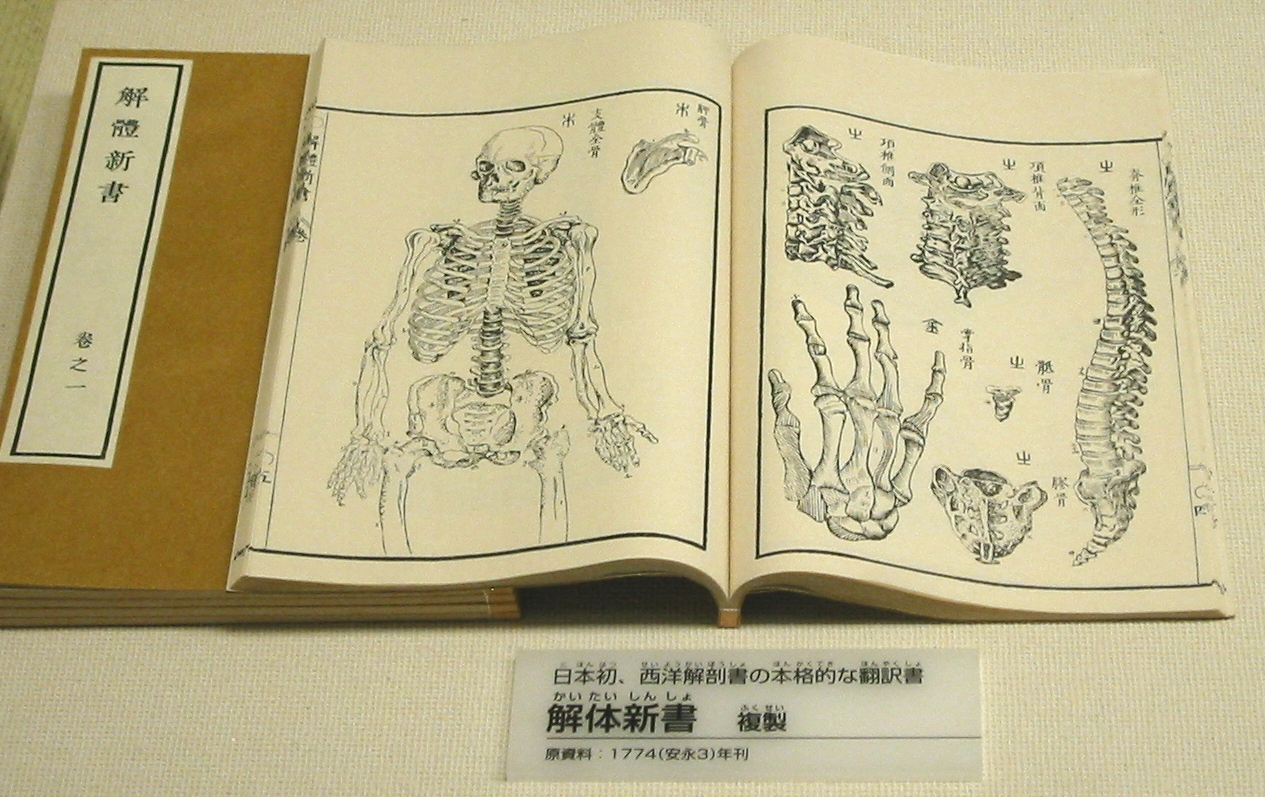
Японський переклад європейського анатомічного трактату (1774 р.)

Після Реставрації Мейдзі Японія відкриває контакти для країн Європи та США, по всій країні відбувається впровадження європейських технологій. У мові тим часом з'являються запозичення з англійської, німецької та інших європейських мов, їх вимови адаптують під японську фонологію. В період Мейдзі бурхливо розвивається література, усуваються невідповідності усної і письмової мов; рух за «розмовну мову» (кого) призводить до того, що до 1910-х років старописемна мова (бунго) виходить з ужитку за винятком офіційних документів (де вона протрималася до 1945 р.)
З часом Японія захоплює Корею, а в ході Другої світової війни — частину Китаю, Філіппіни і значну територію в Південно-Східної Азії. На цих територіях насаджується японська мова. У старшому поколінні значна частина населення захоплених країн зберегла знання японської мови, і в мовах цих країн зберігаються японські запозичення.
Після поразки в Другій світовій війні Японію окупували військові сили антигітлерівської коаліції. Вони запропонували спрощення японської писемності, яку вони вважали громіздкою, і переклад японської мови на латиницю. Цього не сталося, однак Міністерством освіти Японії в 1946 році було проведено перегляд ієрогліфів, в результаті був складений список з 1850 нормативних ієрогліфів. З тих пір уряд здійснює суворий централізований контроль над мовою та її викладанням.
Останнім часом, багато в чому завдяки впливу англійської мови та західної культури, з'явився розрив між старшим і молодшим поколіннями. Нове покоління японців надає перевагу нейтральній, неформальній мові, мало вживає ввічливу і залежну від статі мовця традиційну японську мову. Завдяки засобам масової інформації поступово зменшується різниця між діалектами, хоча завдяки регіональній самосвідомості діалекти зберігаються і в XXI столітті, а також підживлюють регіональний сленг.

## Фонетика

Положення 5 основних голосних звуків при артикуляції. Схематичне зображення ротової порожнини людини оберненої вліво. Чим лівіше розміщений звук, тим сильніше язик виступає вперед, а чим вище положення звук займає, тим рот стає вужчим. Під час вимови звуку губи округляються.

В японській мові слова складаються зі складів і мор. Склади є фонетичними одиницями, а мори — фонологічними. Наприклад, слово «іппон» (一本, いっぽん) поділяється на 2 склади — [ip̚.poɴ] та 4 мори — «і-п-по-н» (い・っ・ぽ・ん).
У японській мові є 5 голосних фонем /a, i, u, e, o/ та кільканадцять приголосних фонем, кількість яких різниться залежно від класифікації.

### Голосні
1. /a/ — [a], [ɑ] ([a̠], [ɑ], [ä]); відповідає українському ненаголошеному а ([ɑ])[27].
2. /i/ — [i], [i̞]; відповідає українському ненаголошеному і ([i]). У сполученнях голосних (дифтонгах) /ai, ui, oi/, після голосних, вимовляється як нескладотворчий [i̯] (українське й)[27]; глушиться (редукується) між глухими /k, s, t, h, p/ та в кінці слова — [і̥][27].
3. /u/ — [u], [ɯ] ([ü̜̞], [ɯ̜̞̈], [u̜]); близький до українського ненаголошеного у ([u])[27]; глушиться (редукується) між /k, s, t, h, p/ та в кінці слова — [u̥][27].
4. /e/ — [e] (проміжне між [ɛ] і [e]; [e̞], [ɛ]̝); відповідає українському ненаголошеному е ([ɛ])[27].
5. /o/ — [o] (проміжне між [o] і [ɔ]; [o̞], [о̜˕]); відповідає українському ненаголошеному о ([ɔ])[27].

Для позначення довготи голосних, яка в японській мові виконує функцію розрізнення лексичного значення слова, використовують символ /R/ або /ː/ (в українській мові довгі голосні відсутні).

### Приголосні
1. /k/ — [k], відповідає українському к; перед /i, j/ — [kʲ] ([к'])[27].
2. /g/ — [g], відповідає українському ґ; перед /i, j/ — [gʲ] ([ґ']); між голосними — [ɣ]-[ɣ̃], що приблизно відповідає українському г; у мові літніх людей, у середині слів та в службових словах — [ŋ][27].
3. /s/ — [s] (зрідка [θ]); відповідає українському с; перед /i, j/ перетворюється на шиплячий [ɕ] ([ш'])[27].
3.1. /ʃ/ або /š/ — [ɕ] (або [ʃ]); відповідає українському напівпом'якшеному ш[27]; інколи розглядається як алофон фонеми /s/ перед /i, j/[27].
4. /z/ — [d͡z], відповідає українському дз; між голосними — [z] (українське з) або [dz][уточнити]; перед /i, j/ перетворюється на шиплячі [d͡ʑ]/[ʑ][27].
5. /ǰ/ — [d͡ʑ] (або [d͡ʒ]), відповідає українському напівпом'якшеному дж; між голосними — [ʑ] (напівпом'якшене ж); інколи розглядається як алофон фонеми /z/ перед /i, j/[27].
6. /t/ — [t], відповідає українському т; перед /i, j/ перетворюється на африкат [t͡ɕ] ([ч']); перед /u/ — на [t͡s] ([ц])[27]
6.1. /č/ — [t͡ɕ] (або [t͡ʃ]), відповідає українському напівпом'якшеному ч; інколи розглядається як алофон фонеми /t/ або /c/ перед /i, j/[27].
6.2. /c/ або /ts/ — [t͡s], відповідає українському ц; інколи розглядається як алофон фонеми /t/ перед /u/[27].
7. /d/ — [d], відповідає українському д; перед /i, j/ перетворюється на африкат/шиплячий [d͡ʑ]/[ʑ] (['дж']); перед /u/ — на [d͡z] ([дз]), як /z/[27].
8. /n/ — [n], відповідає українському н; перед /i, j/ — [ɲ] або [nʲ] ([н'])[27].
9. /h/ — [h] (інколи як [x] або [χ]), відповідає українському х; зрідка, за поганої дикції, між голосними — [ɦ] ([г]); перед /i, j/ перетворюється на [ç] ([х']), що інколи вимовляється як [xfʲ] або [hʲ][27]; перед /u/ перетворюється на [ɸ] ([ф])
9.1. /f/ або /ɸ/ — [ɸ] (часто [f]; інколи як /hw/), відповідає українському ф; інколи розглядається як алофон фонеми /h/ перед /u/[27].
10. /b/ — [b], відповідає українському б; між голосними — [β][27]; перед /i, j/ — [bʲ] ([б'])[27].
11. /p/ — [p], відповідає українському п; перед /i, j/ — [pʲ] ([п'])[27].
12. /m/ — [m], відповідає українському м; перед /i, j/ — [mʲ] ([м'])[27].
13. /r/ — [ɾ] ([ɽ], [ɹ]), відповідає українському р (проміжне між українськими р і л, ближче до першого); на початку слова або після /ɴ/ — [d̠˔] або [ɖ] (д) з наближенням до [ɹ]; перед /i, j/ — [rʲ] ([р'])[27].
14. /j/ — [j], відповідає українському й; пом'якшує попередній приголосний, перетворюючись на [◌ʲ][27].
15. /w/ — [w], [ɰ] ([w̜]), відповідає українському нескладотворчому в ([u̯], у кириличній транскрипції — [ў])[27].
16. /ɴ/ — [ɴ] (українське н[уточнити]) у кінці слова; [m] (українське м) перед /m, b, p/; [ŋ] перед /j, g/; [n] (українське н) перед іншими приголосними в середині слова; [◌̃] перед голосним[27].
17. /Q/ або /ː/ — позначення довготи (подвоєння) приголосного[27].

### Таблиця
Фонотактична таблиця, що показує сполучення приголосних і голосних, які допустимі в японській мові. Чорним кольором позначено звукосполучення типові для питомо японської лексики; червоним кольором показані нетипові звуки, що вживаються переважно у новітніх словах іншомовного походження.
|           | ! -a               | -i/ʲi              | -ɯ̥                 | -e                 | -o                 | -ʲa                 | -ʲu                 | -ʲo            |
| --------- | ------------------ | ------------------ | ------------------ | ------------------ | ------------------ | ------------------- | ------------------- | -------------- |
| '-        | あ a [a]           | い і [і]           | う у [у]           | え е [е]           | お е [о]           |                     |                     |                |
| k- [к]    | か ka [ка]         | き ki [к'і]        | く ku [ку]         | け ke [ке]         | こ ko [ко]         | きゃ kya [к'а]      | きゅ kyu [к'у]      | きょ kyo [к'о] |
| g- [ґ]    | が ga [ґа]         | ぎ gi [ґ'і]        | ぐ gu [ґу]         | げ ge [ґе]         | ご go [ґо]         | ぎゃ gya [ґ'а]      | ぎゅ gyu [ґ'у]      | ぎょ gyo [ґ'о] |
| s- [с]    | さ sa [са]         | スィ si [с'і]      | す su [су]         | せ se [се]         | そ so [со]         |                     |                     |                |
| d͡z- [дз]  | ざ za [дза/за]     | ズィ zi [дз'і/з'і] | ず zu [дзу/зу]     | ぜ ze [дзе/зе]     | ぞ zo [дзо/зо]     | ズャ zya [дз'а/з'а] | ズュ zyu [дз'у/з'у] |                |
| ɕ- [ш']   | しゃ sha [ш'а]     | し shi [ш'і]       | しゅ shu [ш'у]     | シェ she [ш'е]     | しょ sho [ш'o]     |                     |                     |                |
| d͡ʑ- [дж'] | じゃ ja [дж'а/ж'а] | じ ji [дж'і/ж'і]   | じゅ ju [дж'у/ж'у] | ジェ je [дж'е/ж'е] | じょ jo [дж'о/ж'о] |                     |                     |                |
| t- [т]    | た ta [та]         | ティ ti [т'і]      | トゥ tu [ту]       | て te [те]         | と to [то]         | テャ tya [т'а]      | テュ tyu [т'у]      |                |
| d- [д]    | だ da [да]         | ディ di [д'і]      | ドゥ du [ду]       | で de [де]         | ど do [до]         | デャ dya [д'а]      | デュ dyu [д'у]      |                |
| tɕ- [ч']  | ちゃ cha [ч'а]     | ち chi [ч'і]       | ちゅ chu [ч'у]     | チェ che [ч'е]     | ちょ cho [ч'о]     |                     |                     |                |
| t͡s- [ц]   | ツァ tsa [ца]      | ツィ tsi [ц'і]     | つ tsu [цу]        | ツェ tse [це]      | ツォ tso [цо]      | ツャ tsya [ц'а]     | ツュ tsyu [ц'у]     |                |
| n- [н]    | な na [на]         | に ni [н'і]        | ぬ nu [ну]         | ね ne [не]         | の no [но]         | にゃ nya [н'а]      | にゅ nyu [н'у]      | にょ nyo [н'о] |
| h- [х]    | は ha [ха]         |                    |                    | へ he [хе]         | ほ ho [хо]         |                     |                     |                |
| ç- [х']   | ひゃ hya [х'а]     | ひ hi [х'і]        | ひゅ hyu [х'у]     | ヒェ hye [х'е]     | ひょ hyo [х'о]     |                     |                     |                |
| ɸ- [ф]    | ファ fa [фа]       | フィ fi [ф'і]      | ふ fu [фу]         | フェ fe [фе]       | フォ fo [фо]       | フャ fya [ф'а]      |                     | フョ fyo [ф'о] |
| p- [п]    | ぱ pa [па]         | ぴ pi [п'і]        | ぷ pu [пу]         | ぺ pe [пе]         | ぽ po [по]         | ぴゃ pya [п'а]      | ぴゅ pyu [п'у]      | ぴょ pyo [п'о] |
| b- [б]    | ば ba [ба]         | び bi [б'і]        | ぶ bu [бу]         | べ be [бе]         | ぼ bo [бо]         | びゃ bya [б'а]      | びゅ byu [б'у]      | びょ byo [б'о] |
| m- [м]    | ま ma [ма]         | み mi [м'і]        | む mu [му]         | め me [ме]         | も mo [мо]         | みゃ mya [м'а]      | みゅ myu [м'у]      | みょ myo [м'о] |
| j- [й]    | や ya [йа]         | イィ yi [й'і]      | ゆ yu [йу]         | イェ ye [й'е]      | よ yo [йо]         |                     |                     |                |
| ɺ- [р]    | ら ra [ра]         | り ri [р'і]        | る ru [ру]         | れ re [ре]         | ろ ro [ро]         | りゃ rya [р'а]      | りゅ ryu [р'у]      | りょ ryo [р'о] |
| ɰᵝ-       | わ wa [ўа]         | ゐ wi [і]          |                    | ゑ we [е]          | を wo [о]          |                     |                     |                |

| ɴ-  | んn, m [н, м]           |
| t̚ — | っ (довгий приголосний) |
| ː-  | ー (довгий голосний)    |

## Письмо, графіка та орфографія

### Характер писемності

#### Особливості писемної мови
Писемна мова є одним з різновидів мови, який співіснує з усною мовою. Вважається, що спочатку виникає усна мова, а на її основі формується писемна. У японській лінгвістиці і історії японської мови склалася традиція, за якою писемна мова домінувала над усною, тобто живою мовою. Цієї традиції притримувалися від впровадження у країні ієрогліфічної писемності до поразки у Другій світовій війні. Сьогодні, завдяки поширенню засобів масової інформації, зокрема, радіо й телебачення, розмовна японська мова посіла рівний статус з писемною.
Особливості писемної японської мови стосовно усної є такі:
1. Знаки письма відіграють роль посередника між мовцем і адресатом;
2. Між мовцем і адресатом існує часова й просторова прірва;
3. Вирази ввічливості не обов'язкові;
4. Акценти та інтонації не передаються, а замість діалектів використовується унормована загальноприйнята мова;
5. Прочитання знаків письма не завжди усталене, присутнє використання різних символів і додаткових позначок.

Перевагами письмової японської мови над усною є:
1. зберігання послань і висловів для пізніших епох, на відміну від усної мови;
2. передача послань і виразів до віддалених місць;
3. використання над-діалектної унормованої загальноприйнятої мови;
4. відображення складних за змістом і суттю явищ, речей і ідей шляхом знаків письма і графіків;
5. легкість масового відтворення послань і виразів завдяки друкарству.

Недоліками письмової японської мови відносно усної є:
1. потреба багаторічного навчання для опанування усієї системи знаків письма;
2. неможливість передавати тонкощі волі, почуттів і настрою.

Як правило, писемна мова зазнає менше трансформацій ніж усна мова впродовж свого історичного розвитку. Особливо у Японії, де існував культ писемності, писемна мова зазнавала мало змін через консервативність культурної еліти. Відповідно японська писемна мова була дуже близькою до розмовної мови часів Асука і Нара, однак відставала від усної мови пізніших епох. Таку прірву між писемною і розмовною мовою було подолано у XIX столітті. Сучасна писемна мова відносно добре відображає розмовну.

#### Класифікація писемності
Японська писемність складається зі знаків ідеографічного і фонетичного письма. До першої групи відносять ієрогліфи, які прив'язані до передачі змісту поняття, а до другої ромадзі і абетки кана — хіраґана і катакана, які прив'язані до передачі звуку чи звуків.
У свою чергу фонетичне письмо поділяється на складове і абеткове. До першого відносять абетки хіраґана і катакана, а до другої — латиницю ромадзі.
У сучасній Японії на письмі використовують переважно три види знаків — ієрогліфи і абетки кана — хіраґана і катакана. Рідше вживають ромадзі та інші знаки письма. Ієрогліфи потрапили до Японії з Китаю. Згодом на їхній основі були розроблені хіраґана і катакана. Вважається, що до появи на островах ієрогліфіки, японці не мали своєї системи письма.
Існує гіпотеза, за якою перед залученням ієрогліфів з Китаю, в Японії існувала своя оригінальна «писемність ери богів» або дзіндай модзі (神代文字). Однак перші згадки про неї датуються пізнім середньовіччям, що змушує більшість лінгвістів світу і Японії сумніватися у її достовірності.
Японська писемність
Ієрогліфи 漢字
Абетка 仮名
- Хіраґана 平仮名
- Катакана 片仮名
- Манйоґана 万葉仮名
- Хентайґана 変体仮名
- Джіндай моджі

Використання
- Фуріґана 振り仮名
- Окуріґана 送り仮名

Латиниця

Українська кирилиця
Японська писемність послуговується ієрогліфами запозиченими з Китаю — кандзі, двома силабічними абетками кана, що були створені в Японії, — катакана і хіраґана, а також пізнішими запозиченнями — латинською абеткою й арабськими цифрами. Кожний з цих видів письма має свою сферу застосування у сучасній писемності. Виключення якогось із зазначених вище видів письма або заміна одного іншим у нетрадиційний спосіб перетворює текст на важко зрозумілий потік інформації.
В японській літературі і засобах масової інформації зазвичай використовується змішаний стиль написання — ієрогліфами і каною. Майже всі слова з певним лексичним змістом пишуться ієрогліфами, а допоміжні слова — каною. Іменники, займенники й числівники записуються ієрогліфами. Стосовно відмінюваних частин мови (тобто прикметників і дієслів), то їх лексичний зміст передається ієрогліфами, а змінювана частина або закінчення — силабічною абеткою.
З такого сполучення ієрогліфів і кани виходить так званий «змішаний текст з ієрогліфів і абетки» (漢字かな混じり文 кандзі кана мадзірібун). Він є нормою сучасного японського письма, в якому основне місце належить безсумнівно ієрогліфам.
Хіраґана використовується в основному для запису суфіксів і закінчень слів. Нею також видається література для дітей-дошкільнят. Хіраґана часто застосовується з метою полегшити прочитання слів, тим хто не знає ієрогліфів. Зокрема назви станцій, які містять рідкісні сполучення ієрогліфів часто записують цієї абеткою.
Катакана вживається переважно для запису іноземних імен і взагалі іноземних запозичень (крім запозичень із китайської і частково корейської мов). Крім цього, катакана може використовуватися у тому випадку, коли традиційне ієрогліфічне написання замінюється каною — у назвах рослин і тварин. Вона також застосовується замість хіраґани задля виділення тієї чи іншої частини тексту на зразок курсиву, або акцентування на тому чи іншому терміні. Катакана використовується й у тексті телеграм у межах Японії (однак адреса завжди записується ієрогліфами).
Латинська абетка ромадзі застосовується у міжнародних телеграмах японською мовою, а іноді в електронній пошті. У Японії існує рух за відмову від традиційної писемності і повний перехід на латинський шрифт. Існує невелика кількість книг, газет і журналів, які виходять лише на ромадзі.

### Напрямок письма
Традиційно японці використовували китайський спосіб написання — ієрогліфи-символи писалися згори донизу, а стовпчики (рядки) розміщувалися справа
наліво. Цей спосіб досі широко використовується у художній літературі та газетах. Однак, у науковій літературі найчастіше застосовується європейський спосіб письма — зліва направо, зверху вниз. Це пов'язане з тим, що в наукових текстах дуже часто доводиться вставляти іншомовні слова й фрази, а також математичні, хімічні та інші формули.
Офіційно горизонтальне письмо європейського зразка зліва направо було прийняте лише у 1959 році. До цього більшість текстів набиралися справа наліво. Проте, навіть зараз можна зустріти горизонтальне письмо, знаки якого розміщені справа наліво. Таке написання є підвидом вертикального традиційного письма, у якому кожний стовпчик (рядок) складається всього з одного знака.
|  |  |

## Лексикологія
В новітній японській мові використовується лексика трьох типів — корінна японська (和語), запозичена китайська (漢語) і запозичена іншомовного походження (外来語). Корінна японська лексика становить менше половини усього словникового запасу мови, але в повсякденному мовленні вона є основною. Японські слова зазнали численних трансформацій, головною з яких було перетворення одно- або двоскладових слів на багатоскладові. На відміну від сучасної мови, старі японські слова не починалися з дзвінких звуків. Ймовірно, одзвінчення корінної лексики відбулося під впливом китайської мови.
В японській мові також існують слова, утворені шляхом змішування корінної і запозиченої лексики. Більшість таких слів є іменниками, займенниками або прикметниками. Зрідка зустрічаються дієслова, утворені додаванням дієслівного закінчення «ру» (る) або слова «суру» (する, робити) до запозиченого слова. Наприклад, «дабуру» (ダブる, подвоювати) від англійського «double» (ダブル). На противагу цьому в японській мові відсутні запозичені слова для службових часток і суфіксів, що вказує на незмінність системи японської граматики.

## Синтаксис

### Будова речення
Речення в японській мові належать до типу SOV: підмет + додаток + присудок. Наприклад, речення «я читаю книгу» матиме такий вигляд:
- 私は本を読む。 — ваташі ва хон о йому. — Підмет (я) + частка (-)+ додаток (книгу) + частка (-) + присудок (читаю).

Присудком можуть виступати як дієслова так і прикметники. Наприклад,
- 私は（が） 社長だ。 — ваташі ва (ґа) шячьо: да. — я — директор підприємства.
- 私は（が） 行く。 — ваташі ва (ґа) іку. — я йду.
- 私は（が） うれしい。 — ваташі ва (ґа) уреші:. — я радий.

Для японського речення також притаманна конструкція «тема + група присудка». Тему (題目 • 題目語), або ядро висловлювання, часто плутають з підметом (主語), проте в японській мові це різні поняття. Підмет виділяється часткою-суфіксом が (ґа) і позначає предмет, ознака якого виражається присудком, а тема виділяється часткою-суфіксом は і позначає те, про що буде вестися розмова — те, заради чого будується і функціонує речення. Тема може виступати в ролі підмета і додатка. В обох випадках вони оформлюються часткою-суфіксом は. Наприклад:
1. 象は 大きい。 — дзо ва о: кі:. — слон великий
2. 象は おりに入れた。 — дзо ва орі ні ірета. — слона посадили в клітку.
3. 象は えさをやった。 — дзо ва еса о ятта. — дала слону їжу.
4. 象は 鼻が長い。 — дзо ва хана ґа наґай. — у слона хобот довгий.

В усіх прикладах слово «слон» (дзо) є темою. В прикладі 1 тема виступає в ролі підмета, тому は можна замінити на が (ґа). Проте в інших трьох реченнях тема виступає в ролі додатка: в прикладі 2 частку は можна замінити на частку знахідного відмінку を (о), в прикладі 3 — на частку давального відмінку に (ні), а в прикладі 4 — на суфікс の (но), що перетворить іменник «слон» у прикметник «слоновий». У всіх прикладах тема は позначає не якийсь відмінок, а лише те, що мовець говорить про слона.

## Діалекти
Завдяки географічним особливостям Японії (безліч ізольованих островів, високі гірські перевали) існує з десяток діалектів японської мови. Вони різняться словниковим запасом, морфологією, уживанням службових часток, а в деяких випадках — вимовою. Серед розповсюджених можна виділити такі як діалект Кюсю (九州弁 — кюсю бен), діалект Хіросіми (広島弁 — хіросіма-бен), діалект Кансай (関西弁 — кансай бен), діалект Тохоку (東北弁 — тохоку-бен) і діалект Канто (関東弁 — канто-бен, токійський діалект). Часто мовці віддалених діалектів не розуміють один одного. Найбільші мовні розходження мають місце між південними (острови Рюкю, префектура Каґосіма) і північними районами Японії (Хоккайдо, префектура Аоморі). Основні діалекти поділяються на західну й східну групи. На основі токійського діалекту була сформована «загальна мова» (共通語 — кьоцуґо). З 1886 року вона стала викладатися в навчальних закладах як «літературна» японська. Сьогодні діалекти японської мови поступово вимирають завдяки урбанізації, стадартизації освіти та активному використанню «літературної мови» у ЗМІ.

## Словники
- Великий словник японської мови (Сьоґакукан)
- Кодзієн (Іванамі Сьотен)
- Великий китайсько-японський словник (Тайсюкан)